# Jessica Tuck
Jessica Ines Tuck (Nova Iorque, 19 de fevereiro de 1963) é uma actriz estado-unidense.
Ela atuou em High School Musical 2 como Sra. Evans, a mãe de Ryan (Lucas Grabeel) e Sharpay (Ashley Tisdale).